# جولبون
جولبون یا باک بویو اولین پایتخت گوگوریو بود که در شمال شبه‌جزیره کره به وجود آمد. جومونگ در سال ۳۷ قبل از میلاد جولبون را پایتخت گوگوریو قرار داد. تصور می‌شود جولبون در کوه وونو لیائونینگ مدرن بوده ست. یوری در سال ۳ میلادی پایتخت گوگوریو را از جولبون به گونگناسئونگ (قلعه گونگنی) تغییر داد.
بویو در زمان حکومت هائه بورو امپراتور بویو، به دو قسمت دانگ بویو و باک بویو تقسیم شد.
باک بویو به جولبون معروف بود. جولبون از پنج قبیله متحد به نام‌های: گیرو، بیرو، هوانا، گوانا و یوانا تشکیل شده بود.